# Oncorhynchus clarkii humboldtensis
Oncorhynchus clarkii humboldtensis es una subespecie de pez del género Oncorhynchus.

## Descripción
Es un pez cuya coloración tiende a ser de bronce o cobre en la parte del dorso, aunque varía a amarillo pálido con algunos rasgos rojos en los costados. Además cuenta con una línea o franja de color roja o rosada que pasa por toda la línea lateral y las branquias. También cuenta con una marca roja en la parte inferior de la mandíbula, en la adultez esta marca tiende a ser púrpura azulado. Presenta variedad de manchas que están distribuidas uniformemente por el dorso y los costados del cuerpo.

## Distribución y hábitat
Subespecie de agua dulce de América del Norte, concretamente de Nevada, Estados Unidos. Está presente en el embalse Willow Creek, donde se encuentran proliferaciones masivas de algas verdeazuladas y además se registran temperaturas superiores a los 26,6 °C (80 °F). Sin embargo, esta especie es resistente a estas temperaturas e incluso se adapta a este entorno donde suele crecer hasta alcanzar un peso de 2,3-4,5 kg (5-10 lb). Se alimenta en este embalse y después migra hacia uno de los pequeños arroyos tributarios donde desova. Existe cierta limitación para la especie, esto, por la degradación del hábitat en otros cuerpos de agua como arroyos que están presentes en este embalse.